# Приказано уничтожить: Операция в Колумбии
«Приказано уничтожить. Операция в Колумбии» (оригинальное название Terrorist Takedown: Wojna w Kolumbii) — компьютерная игра для платформы PC, разработанная польской компанией City Interactive в 2006 году. На территории России игру распространяла компания Акелла, локализация ограничилась русскими субтитрами. Польское издание также ограничилось субтитрами.

## Оценки
| Иноязычные издания    | Иноязычные издания |
| Издание               | Оценка             |
| --------------------- | ------------------ |
| Gry-Online            | 2,5/10             |
| Русскоязычные издания |                    |
| Издание               | Оценка             |
| Absolute Games        | 30 %               |
| «Игромания»           | 5,5/10             |